# Bernhard Winkelheide

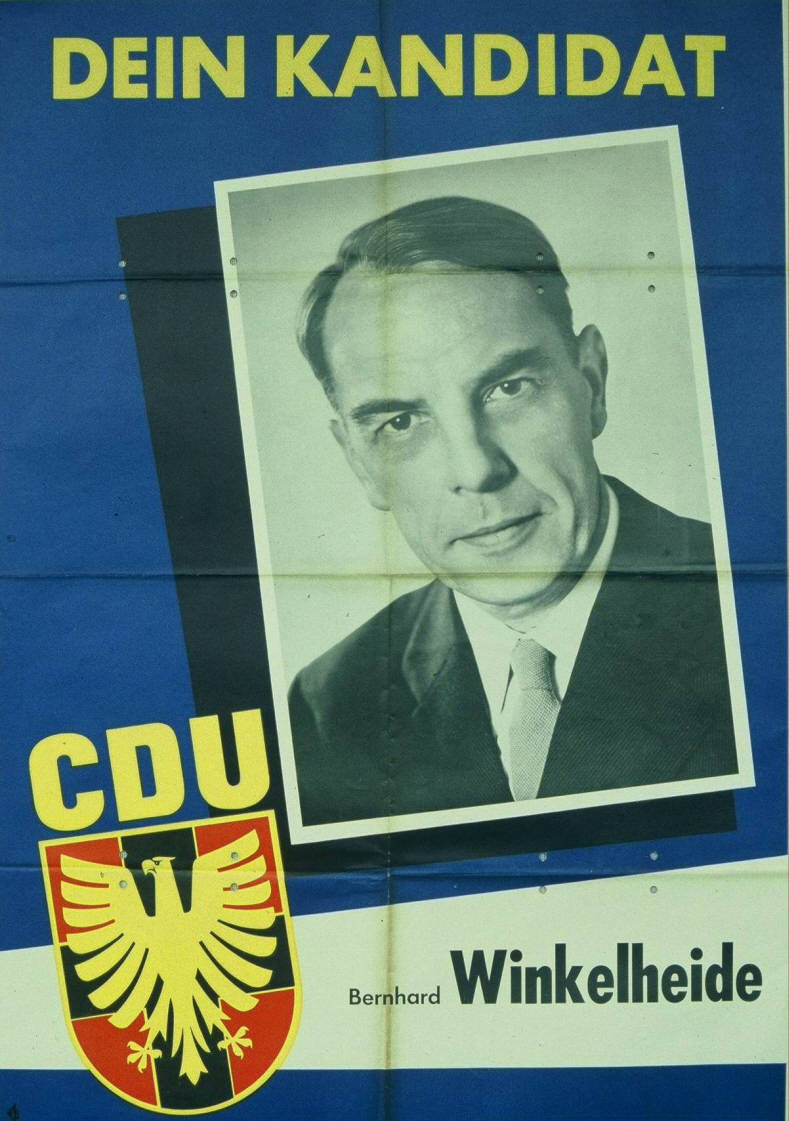
Bernhard Winkelheide auf einem Wahlplakat zur Bundestagswahl 1957

Bernhard Winkelheide (* 4. Mai 1908 in Recklinghausen; † 25. November 1988 in Waltrop) war ein deutscher Politiker der CDU.

## Familie
Winkelheide wurde am 4. Mai 1908 als drittes Kind seiner Eltern Ernst und Theresia Winkelheide im Recklinghauser Ortsteil König Ludwig geboren. Sein Vater war Verlademeister auf der Zeche König Ludwig. „Unsere Wohnung war einfach, wie alle Zechenwohnungen. Es herrschte Armut“, so Winkelheide über seine Kindheit. Sensibilisiert für soziale Belange wurde er durch die Erlebnisse in der Schulzeit, als er miterlebte, wie Arbeiterkinder vom Schulbesuch ausgegrenzt wurden.
Winkelheide war seit dem 17. April 1936 mit Magdalene Biermann verheiratet und hatte zwei Kinder.

## Leben und Beruf
Winkelheide, der gelernter Maschinenschlosser war, engagierte sich schon früh in der katholischen Arbeiterbewegung. Seit 1929 arbeitete er als Bezirksjugendleiter der katholischen Werkjugend in der Diözese Münster. Die Nationalsozialisten setzten seinem Wirken bald ein Ende, wodurch sein politisches und sein soziales Bewusstsein noch mehr geprägt wurden. Maßgeblichen Einfluss auf ihn übten in dieser Zeit unter anderem Nikolaus Groß und Clemens August Graf von Galen aus. Ab 1935 war er Verlagsvertreter. Von 1940 an nahm Winkelheide als Soldat am Zweiten Weltkrieg teil und geriet in sowjetische Gefangenschaft, aus der er 1946 entlassen wurde.
Nach dem Krieg arbeitete Winkelheide als Diözesan-Arbeitersekretär und war auch in ehrenamtlichen Funktionen für die katholische Arbeitnehmerbewegung tätig. So begründete er mit anderen den Christlichen Gewerkschaftsbund Recklinghausen ebenso wie die Heimvolkshochschule „Gottfried Könzgen“ der KAB/CAJ, das Familienpädagogische Institut in Haltern am See und die Wohnungsbaugenossenschaft Ketteler in Recklinghausen und war von 1965 bis 1972 Vorsitzender der Katholischen Arbeiterbewegung (KAB) Köln und sodann deren Ehrenvorsitzender. Von 1964 bis 1968 war Winkelheide stellvertretender Vorsitzender des Zentralkomitees der deutschen Katholiken.

## Abgeordneter
Winkelheide war 1948/49 Mitglied des Wirtschaftsrates der Bizone. Er gehörte dem Deutschen Bundestag seit dessen erster Wahl 1949 bis 1972 an. Bei den Bundestagswahlen von 1949, 1953 und 1957 gewann er das Direktmandat im Wahlkreis Recklinghausen-Stadt. 1961, 1965 und 1969 zog er über die Landesliste der CDU Nordrhein-Westfalen ins Parlament ein. Von 1965 bis 1969 war er Vorsitzender der Arbeitnehmergruppe in der CDU/CSU-Fraktion.
Winkelheide gilt neben seinem Parteifreund Peter Horn als einer der Wegbereiter des Kindergeldgesetzes, das 1955 in Kraft trat, und des Familien-Lastenausgleiches. Für sein Mitwirken an der Einführung des Kindergeldes genießt er auch nach seinem Tod immer noch großen Respekt. In seiner Heimatstadt Recklinghausen wird er „Vater des Kindergeldes“ genannt.

## Auszeichnungen
Er war Träger der Großen Stadtplakette der Stadt Recklinghausen, Träger des Großen Bundesverdienstkreuzes mit Stern, der Paulus-Plakette des Bistums Münster und des Komturkreuzes des Gregoriusordens.

## Erinnerungen
Aus Anlass seines 100. Geburtstages wurde seiner in einem von CDU und KAB organisierten Festakt im Großen Sitzungssaal des Rathauses in Recklinghausen erinnert. Die Hauptrede übernahm der damalige Landesarbeitsminister Karl-Josef Laumann.
Der Festgottesdienst fand in der Propsteikirche St. Peter statt.

## Veröffentlichungen
- Aufzeichnungen und Erinnerungen. In: Abgeordnete des Deutschen Bundestages. Aufzeichnungen und Erinnerungen, Band 8, Boppard am Rhein, 1990, Seiten 229 bis 251